# 第三世噶瑪巴·讓炯多傑
讓炯多傑（藏語：རང་འབྱུང་རྡོ་རྗེ་，威利转写：rang 'byung rdo rje，藏语拼音：Rangjung Dorje；1284年—1339年）又譯為讓烱多傑、让琼多吉、让琼多傑，生於芒康，一说后藏贡塘人。第三世噶瑪巴，為藏传佛教噶举派最高宗教領袖，將寧瑪派大圓滿傳承引進噶舉派的重要人物。

## 生平
他生于芒康优莫雪山旁边一户以做陶器为生的人家，少时便自称是噶玛巴转世。随父母到定日，被确认，是噶玛噶举派第二代祖师噶玛拔希的转世。是为西藏第一个转世灵童。5岁时他到楚布寺接受噶玛拔希的弟子奥金巴的培养，七岁出家为僧。十八岁请勋鲁绛秋为亲教师、格敦仁青为规范师受比丘戒，学习戒律。后来出任楚布寺住持。后到桑朴寺下院学习显教，听讲《中观论》、《慈氏五论》、《集论》、《俱舍》、《瑜伽师地论》、《因明》等教法。赴康区游化。后跟随奥金巴学《时轮》法，听讲密续和密续释新旧灌顶。又跟随巴热学《医方明》等医学典籍。后建德庆登寺，收徒传法。1326年，到拉萨、西康等地传法，兴建一些小寺庙。1328年，建造一座蒙古式的撒桑桥。元文宗赐给他噶玛拔希金印，1331年，应元文宗召进大都。至大都，文宗已去世，为元宁宗皇后灌顶,为文宗子燕帖古思授戒。1334年，返回乌斯藏，先后居住在楚布寺、桑耶寺，请人抄写《甘珠尔》《丹珠尔》。1336年，再次进京，1338年，元惠宗封其为“晓悟一切空性的噶玛巴”、灌顶国师，赐玉印。1339年他56岁时在元大都圆寂。

## 弟子
他的弟子甚多，最重要的弟子是嘉华·永东巴（Gyalwa Yungtonpa，1296年-1376年），得到他的全部噶舉傳承，成為第四世噶瑪巴的上師。
他的弟子更钦·笃布巴（Kunkhyen Dolpopa，1292年-1361年）和雅德班钦（Yakde Panchen，1299年-1378年）改宗覺囊派（Jonang），成为该派大师。

## 著作
著有《甚深內義》(Zab mo nang don)。